# 写真花嫁
写真花嫁（しゃしんはなよめ、英語：picture bride）とは、日本からハワイ（王国・準州）またはアメリカ合衆国に移住した男性と写真・履歴書などを交換するだけで実際に会うことなく、代理による結婚式を行い、入籍によって査証を発給され、渡航した女性であり、また、この習慣を指す場合もある。1907年から1908年にかけて成立した日米紳士協約によって再渡航・家族呼び寄せ以外の日本人の移民が禁止された後、現地の日系社会の存続・発展のために取られた措置であり、1924年の排日移民法の成立までの間に20,000人以上の写真花嫁が渡航した。ただし、米国では、個人の意思や感情を無視した野蛮な習慣であり、紳士協定に違反するなどとして、排日論者のさらなる反感を買ったため、1920年、日本政府は、旅券発給を妻が夫とともに渡航する場合にのみ限定し、事実上、この時点で写真花嫁の習慣は廃止された。
また、韓国人女性も1910年から1924年までの間に約1,000人が写真花嫁として渡米した。

## 経緯
写真花嫁の渡航は、事実上、1908年から1920年までの間に限定される。
1885年、サトウキビの栽培や製糖業の発展に伴い、日本とハワイ王国との間で日本人の労働移民に関する日布移民条約が締結され、ハワイへの移民が正式に許可されることになった。これ以後、日本人のハワイへの移民は、1885年2月から1894年6月まで同条約により政府が斡旋した官約移民、1894年7月から1900年6月まで民間企業の斡旋により渡航した私約移民、その後1908年1月に一般の移民が禁止されるまで契約によらずに渡航した自由渡航移民に分けられる。ただし、1898年にアメリカ合衆国がハワイ共和国を併合し、ハワイ準州となった後、1924年7月1日に施行された排日移民法により日本からの移民が禁止されるまでは、再渡航および家族呼び寄せは許可されていた。

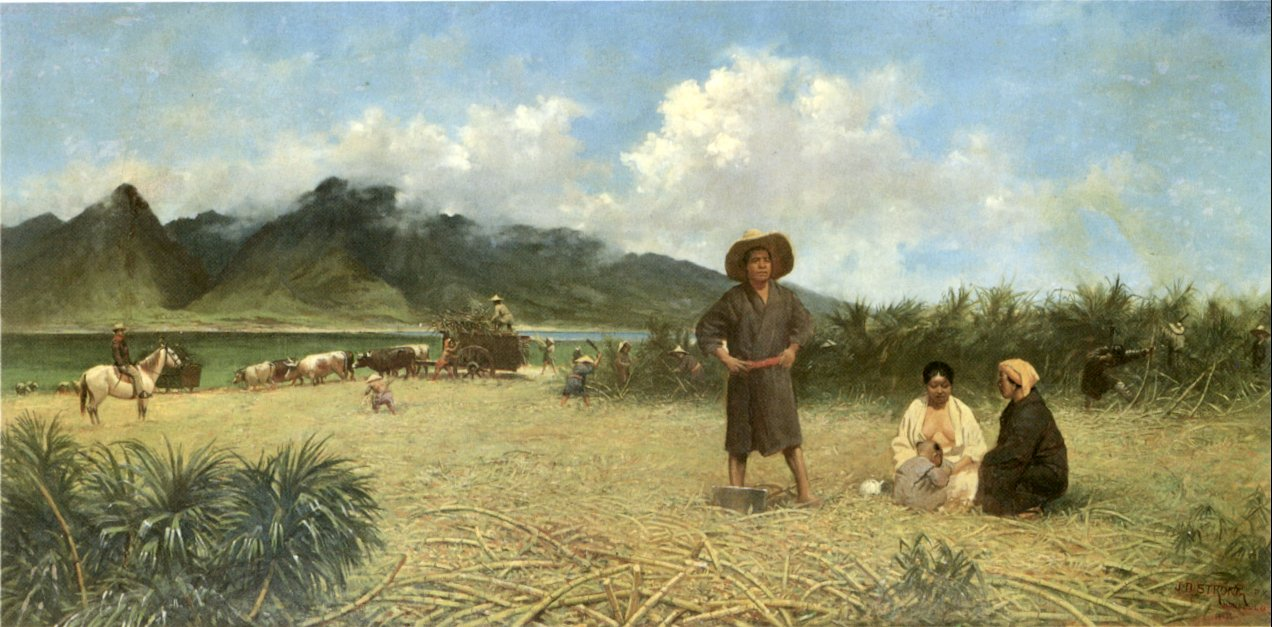
ジョセフ・ドワイト・ストロング作《明治拾八年に於ける布哇（ハワイ）砂糖耕地の状景》（個人蔵）1885年に入植した官約移民の第一陣をモデルに描かれた絵。チューリッヒ大学で日本近現代史を教えるマーティン・デューゼンベリ教授は、「本来であれば笑顔でのんびり休憩など出来なかったはず。移民の暮らしが素晴らしいものだとPRすることで、ハワイ側がもっと多くの労働者を呼び込もうとしたのではないか」と分析する。

1885年2月8日に、主に広島県、山口県、熊本県、沖縄県出身の943人の最初の官約移民がホノルル港に到着したとき、カラカウア王が自ら出迎え、盛大な儀式が行われた。以後、ハワイの日本人移民の数は1888年の6,420人から、1890年に12,360人、1896年には24,407人と急激に増加し、1900年には61,111人に達し、ハワイの人口（154,001人）の約40%を占めることになった。
1908年の移民禁止は、1907年11月から1908年2月までの間に林董外相とトーマス・J・オブライエン駐日米国大使との間で交わされた7通の書簡・覚書によって成立した日米紳士協定に基づくものであり、排日運動の激化を受けての対応であった。
農業労働者として移住した多くの日本人は、もともと衣錦還郷を夢見て、一定期間滞在するつもりであったが、一日50セントの低賃金では財産を築くことができず、貧しい生活を余儀なくされた。「恥」の意識が強い当時の日本人男性には、失敗者として故郷に帰ることなど考えられず、やがて現地で結婚して家庭を築き、定住・永住することに希望を見出すようになった。アメリカ西海岸に移住した日本人も多かったが、いずれにせよ、日系一世は1790年の帰化法により市民権取得資格がなく、異人種間の結婚も禁止されていた。加えて、1908年から一般の移民が禁止され、両親や妻子の呼び寄せのみが許可されると、米国で家庭を築き、日系社会を存続させるためには、写真花嫁に頼る以外に方法がなかった。当時、ハワイでは男性447人に対して女性100人の割合であったが、呼び寄せ時代と呼ばれた1911年から1919年までの間にハワイに渡航した写真花嫁の数は9,500人、米国では、1900年に男性24人に対して女性1人の割合であったのが、写真花嫁の渡米によって1910年から1920年の間に、女性の人口が9,087人から38,303人に急増し、男性2人に対して女性1人の割合になった。
1908年から1924年までの間に渡航した写真花嫁の数は20,000人以上である。

## 手続き
未婚男性で経済的余裕のある者は一時帰国し、結婚して妻を連れ帰ったが、渡航費や時間的余裕がなければ、日本に住む家族や親戚に頼むしかなかった。当時の日本では結婚は個人ではなく家族（主に家長）が決めることであり、見合い結婚が一般的であったため、仲人を介して写真・履歴書等を交換し、結婚を取り決めることに何の問題もなく、面識のない男女が結婚することも珍しくなかった。
写真花嫁の場合は、結婚が正式に決まると、花婿本人が不在のまま代理人を立てて結婚式を行い、入籍を済ませる。その後2年ほど文通をする場合もあるが、夫による呼び寄せとして査証が発給されたら、他の写真花嫁と一緒に同じ船に乗って渡航する。一か月もかかる船旅の後、移民管理局に着いたら入国手続きを済ませ、ここで初めて夫に会う。移民局で数日待たされることもあり、夫が現れない場合も、また、現れても、花嫁を見て連れ帰るのを拒否する場合もあった。移民局の職員が気の毒に思って連れ帰り、後に結婚させることもあった。

## 写真花嫁として渡米した理由
写真花嫁の側からすると、外国に住む一度も会ったことのない男性との結婚を決意した理由は様々である。まず、1. 当時の封建社会における家制度、倫理・道徳規範や価値基準があった。すなわち、親が決めた結婚を拒むことは考えられないことであり、親孝行や両親の希望に沿うための自己犠牲と考えたのである。また、2. 経済的な理由として、2-a. 貧しい家庭では娘を養うことができないために、できるだけ早く結婚させようとした。2-b. これは子沢山の家庭では後から生まれた子供たちの教育のためにも必要であり、特に、2-c. 米国は豊かな国だと聞かされていたので、娘からの送金を期待した。実際、2-d. 当時の女性には自活する能力がなかった。さらに、3. 日本の姑との不和、4. 婚期を過ぎた女性の不安といったネガティブな理由から、より独立心の強い女性は、5. 米国という文明国への好奇心、6. 新世界の牧歌的・浪漫的生活への憧れ、7. 日本社会における伝統的な女性の役割や結婚制度に違和感を覚え、旧弊な因習から逃れて自由を手に入れたいという思いがあったとされる。日系二世の作家ヨシコ・ウチダが1987年に発表した小説『写真花嫁』の主人公ハナはこのような女性であり、実際、労働目的で移住した男性の多くが日本であまり教育を受けていないのに対して、女性の場合は、平均以上の教育を受けた者が多かった。ヨシコ・ウチダの母イクも同志社大学を卒業し、恩師の紹介でサンフランシスコに住む日系一世と結婚した写真花嫁である。最後に、8. 悪い噂や秘密、暗い過去、偏見その他の理由で、日本で結婚できない場合もあった。写真花嫁としてハワイに渡った祖母の実話に基づくカヨ・マタノ・ハッタ監督の映画『ピクチャーブライド』の主人公カヨは、両親を結核で失い、身寄りもなく、また当時、結核が遺伝性という風説のために日本で結婚できなかったために写真花嫁の道を選んだという設定である。また、日系二世の作家ヒサエ・ヤマモトの代表作である短編小説『十七文字』のウメ・ハナゾノは、日本で結婚を考えていた男性と身分の違いのために結婚できず、死産の経験のある女性であり、同じく二世の作家ワカコ・ヤマウチの代表作である短編小説『そして心は踊る』のオカ夫人も夫に「愚かにも評判の悪い男に引っかかって、少しお古の花嫁だが、仕方なくもらってやった」と侮られる。

## 失望・苦難
小説『写真花嫁』、映画『ピクチャーブライド』の場合と同様に、多くの写真花嫁は初めて会った夫に失望した。通常、男性は女性より10～15歳もしくはそれ以上年上であり、見合い写真と似ても似つかない場合も少なくなかった。16歳のカヨの夫マツジは43歳であった。写真はたいてい若い頃のものや友人の写真、修整された写真であった。一張羅を着て、友人が雑役夫として働いていた白人の瀟洒な邸宅の前で撮った写真などもあった。男性からは写真を送らない場合すらあり、花嫁は移民局で夫に見つけてもらうまで待つしかなかった。また、通常は、仲人（ハワイでは「シンパイ（心配）」と呼ばれていた）から男性の家系、財産、教育、健康状態について知らされていたが、こうした情報も、その多くが偽りであった。農場主というのは嘘で小作農であったり、商人と言っても日系人相手の貧相な店であったり、履歴書にはエレベーター技師と書かれていても実はホテルのベルボーイであったり、運転手が歯医者と偽ったり、鉄道工夫が社長と偽ったりと、その多くが虚偽や誇張であった。しかも、花嫁は1か月の長旅の疲れを癒す間もなく、早速サトウキビ畑やパイナップル畑で農作業に取りかからなければならなかった。
写真花嫁に限らず、移民が新しい環境に適応するためには、習慣の違い、言語障壁など克服しなければならない困難がたくさんあったが、写真花嫁の場合は、このような仲人・身内の言葉、履歴書そして期待と現実との乖離に驚き、ショックを受け、夫と対面するなり泣き出す女性もあり、多くの花嫁が日本に帰りたいと思い、実際に帰ってしまった女性もいる。こうした女性に対して、移民局の職員は、「せっかくハワイに来たのだからしばらく滞在してみて、どうしても嫌だったら帰ればいい。独身男性はたくさんいるのだから、別の男性に出会う機会があるかもしれない」と説得した。また米国のリトル・トーキョーでは、日系人指導者らがこうした女性のための相談・紹介サービスを提供する協会を設立した。
だが、日本に帰りたくても渡航費がなく、しばらく夫と暮らした後に家出する女性、駆け落ちする女性もあった。夫は妻を連れ戻すために、情報提供者に謝礼をするという広告や駆け落ちの顛末を語る記事を邦字新聞に掲載したが、これはむしろ社会的制裁であった。強い絆で結ばれた日系社会でこのような情報が流布されると、もはや日系社会に住むことができなくなるからである。このことをよくわかっている女性たちは、深い失望や貧困、重労働にもかかわらず、現地に留まるしかなかった。彼女たちはみな、日本人のメンタリティ（精神性）である「我慢（忍耐）」、「仕方がない」という言葉を口にした。親に対する忠誠、義理、恥、恩といった封建的な価値観を持っている女性も多かった。ロサンゼルスの「ケイロウ (敬老)」介護施設に暮らすヒサノ・アカギは、「日本に戻りたかったが、見合い結婚は取り消すことができない」、「家族に（彼女を）写真花嫁として嫁がせた理由を尋ねたことはないが、日本に帰りたくても親に歯向かうことなど考えられなかった」と言う。「アメリカで裕福な生活ができると思ったが、相手は11歳年上で、写真と違う顔だった」と言うセツ・クスモトは、米国は豊かな国だと聞かされて写真花嫁になる道を選んだが、失望したときにも「（渡米など考えた）自分が悪かったのだ」と考え、農作業や家事労働に雇われて苦しい生活を強いられても「仕方がない」と考えた。また、「好きも嫌いもなく、親が決めたことだから」と言う女性もいれば、「いつも、子供が一人前になるまでは、という思いで生きてきた」と言う女性もいる。女性にとって最も重要なのは「結婚して子供を育てること」と教えられて育った女性たちは「子供のために」、「家族のために」という責任感で夫との関係を維持していた。一世の女性タカエ・ワシズは、「当時は夫を捨てる妻がたくさんいて、新聞に妻を探すための広告がたくさん掲載された。私も、夫が年を取りすぎているし、料簡が狭すぎるので話が合わなくて逃げ出したかったけれど、子供を捨てるわけにはいかなかった。夫に子育てを任せることはできなかったし、それに、私には行く場所がなかった。ひたすら我慢して、子供たちの明るい将来を夢見ていた」と述懐している。
1921年に熊本県で生まれ、オアフ島（ハワイ）のサトウキビ農園で育ったバーバラ・カワカミは、仕立屋・家政婦として働いた後、50歳を過ぎて高校進学を決意し、さらに理学士号とアジア学の文学修士号を取得。父親は母親より24歳年上で、彼女が6歳で、母が9人目の子を妊娠しているときに63歳で死去した。女手一つで9人の子を育てたカワカミの母親の仕事は、フィリピン人鉄道工夫の作業服を洗濯することであった。幼い頃、丸一日かけて洗った作業服にアイロンをかけながら、静かに泣いている母を見た。彼女は1979年から30年間にわたって日系一世250人のインタビューを行い、映画『ピクチャーブライド』で衣装など時代背景に関する情報を提供し、2016年には『写真花嫁の物語』を発表した。本書は、写真花嫁たちがいかに日系社会の存続と発展に貢献したかを示すオーラル・ヒストリーである。

## 排日 - 廃止 - 淑女協定
だが、米国の排日論者は、写真花嫁の習慣は個人の意思や感情を無視した後進国日本の野蛮な習慣であり、米国のキリスト教の倫理観からすると非道徳的であると批判した。さらに、1. 日本人移民女性は出生率が高く、「同化しない日本人」を増やしている、2. 長時間・低賃金労働者であり、白人労働者と競合する、3. このような移民を送り込む日本政府は、移民制限を目的とした紳士協定に違反していると論じた。1916年には、アメリカ議会に写真花嫁を禁止する法案も提出された。この結果、日本政府は1920年に写真花嫁への旅券発給を差し止め、妻が夫とともに渡航する場合にのみ限定した。この取り決めは紳士協定に倣って淑女協定と呼ばれる。
1924年の移民法（排日移民法）により、日本人を含むアジア人の移民は全面的に禁止された。

## 他国の写真花嫁
他国については、小規模だが、韓国からの移民においても写真花嫁の習慣があった。韓国からの移民は、1882年にアメリカ合衆国と李氏朝鮮の間で締結された米朝修好通商条約により始まったが、1905年の第二次日韓協約によって大日本帝国が大韓帝国の外交権を接収すると、米国への移民が制限された。1903年から1905年までの間に米国に移住した韓国人の数は7,500人で、そのほとんどがサトウキビ畑で働く男性労働者であったため、1910年から1924年までの間に約1,000人の女性が写真花嫁として渡米した。写真花嫁の側の理由も日本人の場合とほぼ同じだが、1910年に大日本帝国が大韓帝国を併合（韓国併合ニ関スル条約を締結）した後の写真花嫁のなかには、「日本統治下の韓国から逃れるため」という理由を挙げる者もあった。渡米後の（特に写真と実物の違いによる）女性の失望も同様だが、日本人女性と違って離婚する女性が多く、この時期の離婚の90%が女性からの要求によるものであった。
この他、特殊な例として、1915年にオスマン帝国で起こったアルメニア人虐殺後、米国に移住したアルメニア人男性がオスマン帝国からアルメニア人女性を写真花嫁として迎え入れたという報告がある。

## 参考資料
- 飯野正子『もう一つの日米関係史 ― 紛争と協調のなかの日系アメリカ人』有斐閣、2000年。
- Mei T. Nakano, Japanese American Women: Three Generations 1890-1990, Mina Press Publishing, Nat'l Japanese American Historical Society, 1990.
- Dennis Ogawa and Glen Grant, Picture Bride - the Japanese in Hawai'i: 1885-1920, CAAM (Center for Asian American Media).
- Kelli Y. Nakamura, Picture brides, Densho Encyclopedia.
- Immigration: The Picture Bride Era, Discover Nikkei.
- Sharon Yamato Danley (May 11, 1995), Japanese Picture Brides Recall Hardships of American Life, Los Angeles Times.
- Barbara Kawakami, Woven Tales: Early Japanese Immigrant Clothing in Hawai'i, CAAM (Center for Asian American Media).
- Kelly Simpson (August 1, 2012), Japanese Picture Brides: Building a Family through Photographs, KCET (Public Media Group of Southern California).
- Nicolas Gattig (Jan. 21, 2017), 'Picture Bride Stories': Stories of the resilient women who traded Japan for the cane fields of Hawaii. The Japan Times.